# Арджентеро, Лука
Лука Арджентеро (итал. Luca Argentero; род. 12 апреля 1978, Турин) — итальянский актёр.

## Биография
Лука Арджентеро родился 12 апреля 1978 года в Турине, Пьемонт, Италия.
Вырос в Монкальери. После окончания средней школы работал барменом в ночном клубе, чтобы оплачивать учёбу в университете. В 2004 году окончил факультет экономики и бизнеса Туринского университета.
Стал известным в 2003 году, приняв участие в телевизионном реалити-шоу «Большой Брат» (итал. Grande Fratello). Работал моделью, фотомоделью в журнале «Макс».
В 2005 году он дебютировал как актёр в четвёртом сезоне криминального телесериала «Карабинеры». В 2006 году исполнил первую роль на большом экране в фильме Франческо Коменчини «Casa Nostra».
Успех Луке Арджентеро принесли главные роли в картинах Ферзан Озпетека «Сатурн против» и «Уроки шоколада» — оба 2007 года.
Номинировался на премию «Давид ди Донателло» за роль Пьеро Бонутти в фильме режиссёра Умберто Картене «Не такой, как кто?».
В 2010 году впервые вышел на театральную сцену: исполнил главную роль в спектакле режиссёра Никола Скорца «Влюбленный Шекспир» (Shakespeare in Love).

## Личная жизнь
В 2004 году обручился с киноактрисой и актрисой озвучивания Мириам Катания. В 2009 году пара официально оформила свой брак. Через семь лет, в 2016 году, они расстались.
В 2015 году, на съёмках фильма «Каникулы на Карибах» (итал. Natale ai Caraibi), он познакомился со своей нынешней супругой, актрисой Кристиной Марино.
В мае 2020 года у них родилась дочь Нина Сперанца.
В июне 2021 года они поженились в Читта-делла-Пьеве, где живут в настоящее время.
В сентябре 2022 года пара объявила об ожидаемом пополнении в семье.